# 梦境链接
《梦境链接》是由北京龍拳風暴科技有限公司于2017年10月立项投入研发的一款回合制角色扮演卡牌游戏。

## 游戏玩法
《梦境链接》是一款二次元回合制策略卡牌养成游戏。玩家通过强化卡牌，以及合理配置角色卡组组合，并将适合的角色卡组放置在九宫格战斗地图相应位置上与怪物进行互相对战。当玩家消灭对面首领怪物时，其他血条未归零的小怪，会逃走，对局即告结束，玩家会获得过关奖励，而主角血条被怪物攻击归零时，对局也会自动结束，此时会算做玩家过关失败，则需要支付一定体力继续挑战，直至胜利。

## 角色

### 維納斯陷阱
貝利爾(連結英魂：柏拉圖)
村咲小夜(連結英魂：織田信長)
妮娜(連結英魂：查理曼)
維多利亞(連結英魂：腓特列二世)
林沫沫(連結英魂：林默娘（媽祖）)
安娜(連結英魂：瑪麗亞・特蕾莎)
村咲歸蝶(連結英魂：明智光秀)
源宗春(連結英魂：森蘭丸)
石琥(連結英魂：虎爺)
茉莉(連結英魂：雪萊)
安(連結英魂：安徒生)
珀蕾(連結英魂：南丁格爾)
愛麗絲(連結英魂：愛麗絲)

### 希德
安潔拉(連結英魂：羅蘭)
琪拉雅(連結英魂：理查一世)
卡米爾(連結英魂：王爾德)
執法者小隊(連結英魂：三個火槍手)
哈托(連結英魂：娜芙蒂蒂)
蒂芙尼(連結英魂：托勒密)
米婭(連結英魂：印和闐)
香緹(連結英魂：雅克・德・莫萊)
洛洛(連結英魂：君士坦丁十一世)

### 不死鳥財團
蘇我美雪(連結英魂：聖德太子)
鳳凰月華(連結英魂：太平公主)
瑟琳娜(連結英魂：伊莉莎白一世)
上泉螢(連結英魂：魏玄成)
黑木雅樂(連結英魂：源博雅)
黛安娜(連結英魂：拉斐爾)
琪琪(連結英魂：米開朗基羅)
卡蘿爾(連結英魂：多那太羅)
娜娜莉(連結英魂：愛德華五世)
彭茜(連結英魂：格林)

### 東文會
東文真希(連結英魂：阪本龍馬)
東文宇(連結英魂：德川家康)
花崎彼方(連結英魂：前田慶次)
細川遙(連結英魂：河上彥齋)
神澄(連結英魂：村正)
志岐八(連結英魂：八歧大蛇)
藤原幸子(連結英魂：真田幸村)
伊賀鳴(連結英魂：猿飛佐助)
米倉千代(連結英魂：武田信玄)
夏目里繪(連結英魂：上杉謙信)
梵天丸(連結英魂：伊達政宗)

### 魔女集會
葉菲(連結英魂：摩根勒菲)
赫茜(連結英魂：開膛手傑克)
惠惠(連結英魂：蒙特蘇馬二世)
麗姬婭(連結英魂：愛倫坡)
碧翠絲(連結英魂：但丁)
花海季(連結英魂：皮諾丘)
潘(連結英魂：伊索)
安妮(連結英魂：基德船長)
瘋帽客(連結英魂：路易斯)
瑪麗(連結英魂：亨利・摩根)

### 噬夢之蛇
羅塔妮安(連結英魂：所羅門)
巴萊納斯(連結英魂：巴爾)
菲妮貝斯(連結英魂：亞曼・拉公主)
芙倫蒂法(連結英魂：加尼隆)
妮可拉(連結英魂：血腥瑪麗)
艾絲維亞(連結英魂：羅闍)
亞絲塔蘿(連結英魂：亞斯塔特)
黛夢(連結英魂：孔宣)
阿蒙(連結英魂：圖坦卡門)

## 游戏运营

### 中国大陆
《梦境链接》中国大陆服由龙拳风暴、快手游戏、AcFun联合发行。
2018年6月14日，龙拳风暴提交的《梦境链接》软件著作权登记申请，被中国版权保护中心批准。
2019年3月12日，《梦境链接》经国家新闻出版署审核通过并获得发行许可文件。4月15至22日，《梦境链接》中国大陆服进行首测。
2020年4月7日，《命运神界：梦境链接》中国大陆服正式双端公测，开服当天《命运神界：梦境链接》即登顶iOS应用商店免费游戏榜第1位。首日流水突破1000万元人民币。

### 游戏全网下架整改
2020年4月26日，仅仅公测18天的《梦境链接》中国大陆服运营方发出公告称，“由于游戏中部分内容不合规，版本需要进行紧急整改，故4月26日16：00起，《命运神界》将响应上级指令，下架各渠道平台商店，并暂停一切推广、宣传行为”。消息一出，有玩家仔细研究后发现，《梦境链接》可能不是因为立绘问题被有关部门叫停，而是涉嫌存在套牌过审游戏版号的行为，导致国家新闻出版署过审版本与实际开服版本内容不一致，违反了相关监管规定，被国家新闻出版署要求进行整改。而《梦境链接》中国大陆服运营方否认有套取版号行为的猜测，表示符合相关规定。

### 香港、澳门、台湾

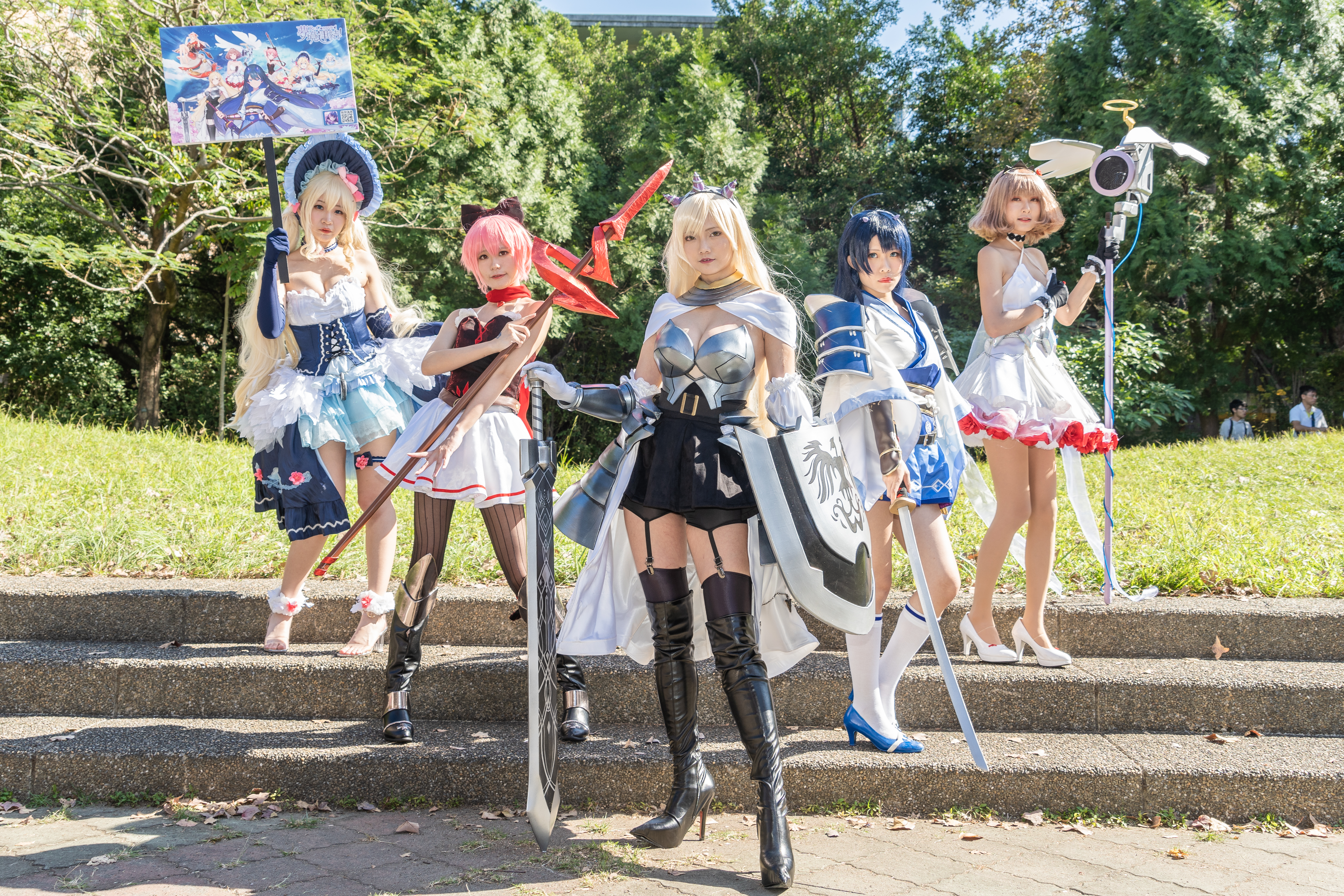
第53屆台灣同人誌販售會，曼巴互娛《夢境連結！Re:Connected》官方cosplayer群

2019年10月14日，曼巴互娱宣布取得《梦境链接》的香港、澳门、台湾代理权，定名为《夢境連結！Re:Connected》。10月16日，《夢境連結！Re:Connected》进行封闭测试，并发布游戏主题曲。
2020年2月26日，《夢境連結！Re:Connected》正式在香港、澳門與台灣运营。
2020年6月9日，《夢境連結！Re:Connected》繁体中文服官方宣布，将与日本偶像动画《佐贺偶像是传奇》展开联动合作企划。
2021年1月11日，曼巴互娱将《梦境连结！Re:Connected》运营权还给龙拳风暴。1月31日曼巴互娱移除《梦境连结！Re:Connected》官方网站，客服中心也停止《梦境连结！Re:Connected》的服务，官方LINE、facebook、Instragram等通道不再更新。但在1月30日之前，曼巴互娱仍然会转贴游戏消息到官方facebook专页。
2021年2月2日，龙拳风暴宣布《梦境连结！Re:Connected》将在3月10日结束营运。2月4日关闭充值功能，2月5日在各个平台下架app，3月10日上午10点正式停运。
2021年6月1日，台灣服以《新夢境連結R》作為遊戲的新名稱，由廣州易幻網路科技有限公司的日本分公司重新營運公測，魔塊遊戲平台為代理商。

### 日本
《梦境链接》日本服由广州易幻网络科技有限公司的日本分公司负责发行。日服定名《イリュージョンコネクト》（Illusion Connect）。

### 韩国
《梦境链接》韩国服由搜狐畅游的韩国分公司负责发行，韩服定名《일루전 커넥트》。